# Eugen Gildemeister
Eugen Gildemeister (* 28. Oktober 1878 in Bromberg; † 8. Mai 1945 in Berlin) war ein deutscher Bakteriologe und Präsident des Robert-Koch-Instituts. Gildemeister war an den im KZ Buchenwald durchgeführten Fleckfieberversuchen an Häftlingen beteiligt.

## Leben
Gildemeister studierte nach dem Abschluss seiner Schullaufbahn an den Universitäten Greifswald und Breslau. Das Studium schloss er 1902 mit der Promotion zum Dr. med. ab. Danach war Gildemeister an den Hygiene-Instituten in Breslau sowie Posen tätig. Am königlichen Hygiene-Institut Posen war Gildemeister ab 1913 als Abteilungsleiter beschäftigt, bis er 1915 an das Reichsgesundheitsamt nach Berlin wechselte. Dort leitete er zunächst die Bakteriologische Abteilung und wurde Oberregierungsrat sowie 1918 Titularprofessor. Zudem war Gildemeister Herausgeber des „Zentralblattes für Bakteriologie“.
Nach der Machtübernahme durch die Nationalsozialisten wurde Gildemeister Anfang Juli 1935 geschäftsführender Direktor sowie Vizepräsident am Robert-Koch-Institut (RKI). Zudem war er von 1935 bis 1945 Präsident der Deutschen Gesellschaft für Hygiene und Mikrobiologie. Am 7. Juni 1937 beantragte er die Aufnahme in die NSDAP und wurde rückwirkend zum 1. Mai desselben Jahres aufgenommen (Mitgliedsnummer 4.154.050). Zudem gehörte er dem NS-Lehrerbund und NS-Ärztebund an. Gildemeister war ab 1939 Mitglied der Deutschen Akademie der Naturforscher Leopoldina. Ab 1942 war Gildemeister Präsident des RKI und Vizepräsident des Reichsgesundheitsamtes. Gildemeister war 1939 gemeinsam mit Eugen Haagen und Otto Waldmann Mitherausgeber des medizinischen Standardwerkes „Handbuch der Viruskrankheiten“.
Gildemeister war maßgeblich an der Entscheidung und Planung von pseudomedizinischen Experimenten des RKI an Häftlingen in den Konzentrationslagern Buchenwald, Natzweiler, Sachsenhausen und Dachau beteiligt. So war Gildemeister mit Haagen mit der Gewinnung eines Fleckfieberimpfstoffes befasst und konkurrierte dabei mit anderen Herstellern. Gildemeister wohnte am 3. März 1942 der Infizierung von 145 Häftlingen mit Fleckfieber in der Fleckfieberversuchsstation im KZ Buchenwald bei. Bei dieser Versuchsreihe infizierte sich der Arzt vor Ort Erwin Ding-Schuler selbst mit Fleckfieber. Bei dem zwei Wochen danach erfolgten Besuch von Gildemeister und dem Abteilungsleiter für Tropenmedizin am RKI Gerhard Rose in der Buchenwalder Fleckfieberstation war daher dort nur Dings Stellvertreter, Waldemar Hoven, anwesend. Allein während dieser Versuchsreihe starben fünf Häftlinge, insgesamt überlebten 250 Häftlinge die Fleckfieberversuchsreihen nicht. Ziel dieser Menschenexperimente war die Entwicklung eines wirksamen Fleckfieberimpfstoffes.
Bei dem Bevollmächtigten für das Gesundheitswesen Karl Brandt war Gildemeister ab 1944 noch Angehöriger des wissenschaftlichen Beirates. Gildemeister beging Suizid nach der Schlacht um Berlin.